# Национальный банк Республики Абхазия
Национа́льный банк Респу́блики Абха́зия (Банк Абхазии) (абх. Аҧсны Аҳәынҭқарра Амилаҭтә Банк) — центральный банк частично признанной Республики Абхазии.

## Функции
Национальный банк Абхазии является органом надзора за банками и иными кредитными организациями, обладающими лицензиями Национального банка Абхазии. Правовой статус и функции Национального банка Абхазии определены Законом Республики Абхазия от 10 марта 2011 N 2858-с-IV «О Национальном банке Республики Абхазия (Банке Абхазии)» (принят Народным Собранием-Парламентом Республики Абхазия 22.02.2011)
Банк Абхазии подотчетен Президенту Республики Абхазия и Народному Собранию Республики Абхазия.
Согласно закону «О введении в обращение на территории Республики Абхазия памятных и юбилейных монет из драгоценных металлов», в честь 15-летнего юбилея независимости (30 сентября 2008 года) банк выпустил серию памятных монет. Номинал монет указан в абхазских апсарах (валюте, не имеющей котировок и не обращающейся в торговле), но монеты имеют реальную стоимость и продаются банком по ценам, приближённым к стоимости содержащихся в них драгоценных металлов (золото, серебро, платина).

## История
Самостоятельное развитие банковская система Республики Абхазия получила по принятии Верховным Советом Абхазской АССР 28 февраля 1991 г. законов «О Центральном банке Абхазской АССР» и «О банках и банковской деятельности в Абхазской АССР», которая была образована на базе Абхазского республиканского управления Госбанка СССР. Эти законы дали возможность впервые определять потребность в банковских учреждениях с учетом интересов развития экономики Абхазии.
К моменту принятия этих Законов, то есть к началу 1991 г. банковская система в Абхазии была представлена Абхазскими республиканскими управлениями банков СССР: Госбанка, Сберегательного банка, Промстройбанка, Аграрного банка и Жилсоцбанка. Создание кредитных организаций , хотя и разрешалось, но этот процесс регулировался законодательством СССР. По существу, вся банковская система была сформирована по вертикальной схеме управления и она, естественно, не могла учитывать региональные интересы развития экономики.
Принятые в феврале 1991 г. Верховным Советом Абхазии Законы создали возможность формирования банковской системы на региональном уровне, в частности, сети кредитных организаций, которые могли создаваться юридическими и физическими лицами, заинтересованными в развитии отдельных отраслей экономики, а также и регионов в целом. И уже к началу военных действий в Абхазии (14 августа 1992 г.) банковская система была многообразной. 
Однако, начавшиеся на территории Абхазии военные действия разрушили сложившийся экономический потенциал страны и привели к разрушению сформировавшейся банковской системы.
По окончании военных действий на территории Абхазии из всех ранее функционирующих банков сохранились только Центральный банк и 4 банка, расположенные в регионах, из них один – в Гагрском районе, два – в Гудаутском и один в г. Ткуарчал. Все другие банки были упразднены или самоликвидировались.
В течение 1994 г. Центральным банком Абхазии уже было зарегистрировано 13 кредитных организаций, которые на основании полученных лицензий приступили к работе во всех регионах Абхазии: в Гагрском районе – «Гагра-Банк»; Гудаутском – «Гудаута-Банк» и «Аграрный банк»; в Сухумском районе – Сухумский региональный банк «Эшера»; в г. Сухум – 5 банков: «Сухум-Банк», «Гарант-Банк», «Башныху-Банк», «Тико Банк» и «Менатеп-Сухум» (дочернее отделение банка «Менатеп»); в Гулрыпшском районе – «Престиж»; в Очамчырском – «Очамчырский коммерческий банк»; в Гальском – «Гал-Банк» и в Ткуарчалском – «Ткуарчал-Банк». В этом же году Правительством Абхазии было дано разрешение на деятельность Сберегательного банка.
Указом Президента Республики Абхазия от 11 февраля 1995 г. на базе Центрального банка Республики Абхазия был создан Национальный банк Республики Абхазия.
В этом же году при Национальном банке был образован Расчетно-кассовый центр (РКЦ), что позволило посредством упорядочения межбанковских расчетов ускорить оборачиваемость денежных средств в народном хозяйстве, а также осуществлять контроль за денежными потоками через банковскую систему.
Национальным банком в течение 1995 – 1996 гг. были зарегистрированы еще 3 кредитных банка: в г. Сухум – «Апра-Банк» и «Инвест-Банк», а в Гудаутском районе – «Леон-Банк». Таким образом, на конец 1996 года в Абхазии уже функционировало 16 кредитных организаций, из которых семь – в г. Сухум. В 1998 году была юридически оформлена деятельность Сберегательного банка.
Введенные в действие с 1 января 1999 г. новые законы регулирующие банковскую деятельность: «О Национальном банке Республики Абхазия (Банке Абхазии)» и «О банках и банковской деятельности» более конкретно определили построение двухуровневой банковской системы: с Национальным банком Абхазии – на верхнем уровне и кредитными организациями – на втором уровне, а также задачи и функции банковской системы, ответственность кредитных организаций за несоблюдение установленных им Национальным банком обязательных нормативов и других показателей, регламентирующих деятельность кредитных организаций.
В 2008 году Банк Абхазии начал выпуск памятных и инвестиционных монет – Апсар. Они выступают в качестве предметов коллекционирования, инвестирования, тезаврации по иной стоимости, отличающейся от номинальной (монеты продаются банком по ценам, приближенным к стоимости содержащихся в них драгоценных металлов).
Развитию национальной банковской системы способствовало подписанное в 2010 году Межправительственное Соглашение между Республикой Абхазия и Российской Федерацией, согласно которому для увеличения капитализации и модернизации Национального банка Республики Абхазии был предоставлен субординированный кредит в размере 700 миллионов рублей. В рамках освоения указанного кредита Банком Абхазии в конце 2012 года была введена в эксплуатацию Национальная платежная система «АПРА», в соответствии с требованиями и рекомендациями международных стандартов в платежной отрасли.
В марте 2011 г. были введены новые законы, регулирующие банковскую деятельность: «О Национальном банке Республики Абхазия (Банке Абхазии)» и «О банках и банковской деятельности».
На протяжении 27 лет деятельности (с 1991 г. по 2018 год включительно) Банком Абхазии было зарегистрировано 24 кредитных организаций.

## Структура
В соответствии со ст. 12 Закона Республики Абхазия "О Национальном банке Республики Абхазия (Банке Абхазии)", высшим органом Банка Абхазии является Правление - коллегиальный орган, определяющий основные направления деятельности Банка Абхазии и осуществляющий руководство и управление Банком Абхазии.
В Правление входят Председатель Банка Абхазии и 6 членов Правления.
Члены Правления работают на постоянной основе в Банке Абхазии.

## Председатель
- Барателиа, Беслан Владиславович (с 2014, в 2019 назначен повторно)
- Аргун, Илларион Шамахович (2005—2014)
- Тания, Эмма Капитоновна (и. о. 2004—2005, и. о. 2014—2015)
- Жиров, Борис Анатольевич
- Барганджия, Даур Андреевич

## Взаимодействие сЦентральным банком России
Российский рубль является официальной валютой Республики Абхазия.
По информации газеты «Коммерсант» руководство Абхазии уже подготовило и передало в Москву документ со списком «предметных предложений», которые могут последовать за отменой экономических санкций в отношении Абхазии, при этом, одним из главных направлений сотрудничества должна стать банковская сфера: Абхазия предлагает открыть корреспондентский счёт Национального банка Абхазии в сочинском отделении ЦБ России, а заодно дать ЦБ легальную возможность снабжать абхазский банк льготными кредитами (до 1 млрд руб. по ставке около 5 % годовых). Кроме того, Абхазия предлагает урегулировать все таможенные и налоговые вопросы: отменить двойное налогообложение, упростить таможенный режим и рассмотреть вопрос о вхождении Абхазии в Единое таможенное пространство.
В статье 16 Договора о дружбе, сотрудничестве и взаимной помощи между Российской Федерацией и Республикой Абхазия заявлено:

Российская Федерация принимает эффективные меры для поддержания и функционирования финансовой и банковской систем Республики Абхазия, исходя из того, что платежным средством на территории Республики Абхазия является российский рубль.
23 марта 2012 года ЦБ РФ включил, как и планировал ранее, Национальный банк Республики Абхазия в справочник БИК участников расчётов, осуществляющих платежи через расчётную сеть ЦБ РФ как организацию, не являющуюся кредитной, с кодом 040396055 .

## Национальная платёжная система
1 декабря 2011 года вступил в силу Закон Республики Абхазия «О национальной платежной системе с использованием электронных средств платежа», создавший основу для создания Национальной платежной системы. В рамках этого закона было создано Некоммерческое партнерство «Абхазская платежно-расчетная ассоциация» (АПРА). 
В рамках некоммерческого партнерства «АПРА» разработаны и утверждены единые для всех участников правила, установлены размеры тарифов и комиссий, определен порядок вступления и участия в НПС.
Деятельность национальной платежной системы АПРА предусматривают выпуск собственных банковских карт.
С 2019 года в рамках проекта межсистемного взаимодействия национальных платежных систем Абхазии и России завершился процесс интеграции, направленный на взаимное обслуживание национальных банковских карт Абхазии «АПРА» и России «Мир». Теперь российскими банковскими картами НПС "МИР" можно расплачиваться, совершая покупки в Республике Абхазия.
НПС «АПРА» приступила к выпуску новых платежных карт, готовых к обслуживанию за пределами Республики Абхазия. В результате реализации очередного этапа интеграции Банкам - партнерам НПС «АПРА» стал доступен новый эмиссионный продукт – банковская карта АПРА «World».

## Банковские карты в Абхазии
Банковские карты платёжных систем Visa, MasterCard, Maestro начали работать с 2012 года, EuroCard и American Express не могут работать в Абхазии.
С 2019 года в Абхазии принимаются к оплате карты российской национальной платежной системы «Мир».

## Абхазские монеты
На основании Закона Республики Абхазия «О введении в обращение на территории Республики Абхазия памятных и инвестиционных монет и памятных банкнот» Банк Абхазии с 15 февраля 2012 года начал выпускать в обращение серии памятных монет и банкнот с номиналом в апсарах.
Актуальный каталог памятных и инвестиционных монет и памятных банкнот размещен на официальном сайте Банка Абхазии.